# Pascal Chanteur
Pascal Chanteur (Saint-Denis, 9 de febrero de 1968) es un ciclista francés ya retirado que fue profesional de 1991 a 2001.

## Biografía
Profesional de 1991 a 2001, su mayor logro fue la victoria en una de las etapas de la París-Niza.
Actualmente es propietario de una tienda de bicicletas en Bergerac. Desde marzo de 2008, es miembro del Conseil municipal de Bergerac, como concejal de deportes. En junio de 2008, se convirtió en el presidente del sindicato de ciclistas, la UNCP.
El 24 de julio de 2013 su nombre apareció en el informe publicado por el senado francés como uno de los treinta ciclistas que habrían dado positivo en el Tour de Francia 1998 con carácter retrospectivo, ya que analizaron las muestras de orina de aquel año con los métodos antidopaje actuales.

## Palmarés
1990
- Tour de la Somme
- Tour de Valonia, más 1 etapa

1993
- 1 etapa del Tour de Poitou-Charentes

1997
- 1 etapa de la París-Niza

1998
- Trofeo Laigueglia
- Vuelta a la Comunidad Valenciana
- Gran Premio de la Villa de Rennes

1999
- La Côte Picarde

## Resultados en Grandes Vueltas y Campeonatos del Mundo
| Carrera         | Carrera         | 1991 | 1992 | 1993 | 1994 | 1995 | 1996 | 1997 | 1998 | 1999 | 2000 | 2001  |
| --------------- | --------------- | ---- | ---- | ---- | ---- | ---- | ---- | ---- | ---- | ---- | ---- | ----- |
|                 | Giro de Italia  | —    | —    | —    | —    | —    | —    | —    | —    | —    | —    | —     |
|                 | Tour de Francia | —    | —    | 75.º | 81.º | —    | —    | 26.º | 35.º | 91.º | 69.º | 114.º |
|                 | Vuelta a España | —    | —    | —    | —    | 85.º | 21.º | Ab.  | 47.º | —    | —    | —     |
| Mundial en Ruta | Mundial en Ruta | —    | —    | —    | —    | —    | Ab.  | —    | 56.º | —    | —    | —     |

—: no participa

Ab.: abandono